# Maltské souostroví
Maltské souostroví se nachází ve Středozemním moři 95 km jižně od Sicílie, 290 km východně od Tuniska a 300 km severně od Libye.
Skládá se z následujících obydlených ostrovů:
- Malta, 246 km² (kolem 410 000 obyvatel)
- Gozo (Ghawdex), 67 km² (kolem 30 000 obyvatel)
- Comino (Kemmuna), 3 km² (obydlen především během turistické sezóny)

K souostroví náleží i tři neobydlené ostrůvky Cominotto, Filfla a Ostrov Svatého Pavla.
Ostrovy jsou pozůstatkem dřívějšího pevninského spojení mezi Afrikou a Evropou, které bylo před asi 11 000 lety přerušeno vzestupem mořské hladiny.
Převážná většina pobřeží všech ostrovů je skalnatá. Povrch se skládá z různých druhů propustného vápence. Nejvyšším bodem je Ta' Dmejrek (253 m). Geograficky i geologicky náleží Malta k Evropě.
Podnebí je typické pro tuto oblast Středozemního moře: mírné, vlhké zimní období a horké léto prakticky bez vodních srážek.